# Double Barrel
Albums par Torae
Daily Conversation
(2008) For the Record
(2011)
Albums par Marco Polo
Newport Authority
(2007) The eXXecution
(2010)
Double Barrel est un album collaboratif du producteur Marco Polo et du rappeur Torae, sorti le 2 juin 2009.

## Liste des titres
| No  | Titre                                                | Contient un (des) sample(s) de | Durée |
| --- | ---------------------------------------------------- | --- | ----- |
| 1.  | Intro (featuring DJ Premier)                         | | 1:17  |
| 2.  | Double Barrel (featuring DJ Revolution)              | Autumn Leaves de Roger Williams Method Man (Remix) (Skunk Mix) de Wu-Tang Clan Doe or Die d'AZ Stick to Ya Gunz de M.O.P. featuring Kool G Rap Ante Up (Robbing-Hoodz Theory) de M.O.P.                                             | 3:24  |
| 3.  | Party Crashers                                       | Shadowboxin' de GZA featuring Method Man | 3:45  |
| 4.  | Smoke (featuring Lil' Fame et Rock)                  | | 3:54  |
| 5.  | Lifetime (featuring DJ Revolution)                   | | 4:15  |
| 6.  | But Wait                                             | Give Me Just Another Day des Miracles | 2:43  |
| 7.  | Rah Rah ShiT                                         | Niguz Talk Shit de Black Moon Protect Ya Neck de Wu-Tang Clan Pick It Up de Redman | 4:07  |
| 8.  | Danger                                               | | 3:00  |
| 9.  | Stomp (featuring Guilty Simpson)                     | | 4:02  |
| 10. | Coney Island                                         | Cloud Nine des Temptations Can't Stop Talkin' des Whispers | 3:32  |
| 11. | Word Play                                            | Mad Izm de Channel Live featuring KRS-One | 3:30  |
| 12. | Hold Up (featuring Masta Ace, Sean Price et DJ Linx) | Kamen Rider de Shunsuke Kikuchi It's My Thing d'EPMD Paid in Full d'Eric B. and Rakim Shut 'Em Down de Public Enemy Jeep Ass Niguh de Masta Ace Incorporated Shiftee d'Onyx Operation Lock Down d'Heltah Skeltah featuring Buckshot | 3:07  |
| 13. | Get It                                               | | 3:40  |
| 14. | Crashing Down (featuring S-Roc et Saukrates)         | Earth de Teddy Lasry | 4:26  |